# 科尔内尔·杜勒乌
科尔内尔·杜勒乌（羅馬尼亞語：Cornel Durău，1957年1月30日—），罗马尼亚男子手球运动员。他曾代表罗马尼亚国家队参加1980年和1984年夏季奥林匹克运动会手球比赛，获得二枚铜牌。